# Nages-et-Solorgues
Nages-et-Solorgues è un comune francese di 1 554 abitanti situato nel dipartimento del Gard, nella regione dell'Occitania.

## Società

### Evoluzione demografica
Abitanti censiti